# Крауклис, Георгий Вильгельмович
Гео́ргий Вильге́льмович Кра́уклис (12 мая 1922 года, Москва, СССР — 15 февраля 2011 года, Москва, Российская Федерация) — советский и российский музыковед, доктор наук, профессор Московской государственной консерватории имени П. И. Чайковского, автор множества книг и статей по музыковедению.

## Биография
Родился 12 мая 1922 года в Москве. С отличием окончил школу и отучился два года в музыкально-педагогическом училище ГОРОНО (с 1938 по 1940 годы), после чего, в октябре 1940 года, был призван в армию. Проходил службу в строительном батальоне (Дальний Восток), где участвовал в музыкальной жизни армейского подразделения. Был участником инструментального трио, в составе которого играл на концертах, а также на танцевальных вечерах.
Участник Великой Отечественной войны. На фронте находился с 1944 года — в составе Третьего Белорусского фронта, проходил учёбу на курсах снайперов. По состоянию болезни был отправлен в тыл и закончил службу в одной из частей Московского военного округа. Награждён воинскими наградами — Орденом Отечественной Войны II степени, Медалью За победу над Германией в Великой Отечественной войне 1941—1945 гг., несколькими юбилейными медалями. Демобилизован в звании ефрейтора в начале зимы 1945 года, а с конца декабря того же года продолжил образование в музыкальном училище имени Октябрьской революции (с первого курса). Со второго курса перешёл в Музыкальное училище при Московской консерватории, теоретическое отделение.
С 1948 года учился в Московской консерватории, среди педагогов Крауклиса были в том числе Роман Грубер, Виктор Цуккерман, Юрий Фортунатов, Игорь Способин. С 1952 по 1953 годы получал Сталинскую стипендию. В 1953 году с отличием окончил Московскую консерваторию по классу истории музыки у Романа Грубера. В 1956 окончил аспирантуру у того же руководителя. С 1956 года начал преподавательскую деятельность в Московской консерватории. Славился своей доброжелательностью и чуткостью по отношению к студентам.
Одновременно с педагогической деятельностью Крауклис интенсивно занимался музыкально-просветительской работой, проводил лекции в музыкальных лекториях, а также в народных университетах культуры, беседовал с посетителями абонементных концертов в крупных московских концертных залах, вместе с концертными бригадами читал лекции на гастролях. Также проводил подобные мероприятия в не имеющих отношения к музыке вузах, на различных предприятиях, перед детской аудиторией.
С 1952 по 1967 годы работал консультантом и лектором в Московской филармонии, а с 1967 по 1982 годы читал лекции в обществе «Знание».
Начиная с 1976 года, многократно выезжал за рубеж с научными командировками. Участвовал в редколлегии Журнала Американского Листовского общества (JALS) (с 1987 по 1992 годы).
Три раза — в 1992, 1995 и 1998 — посещал Вагнеровские фестивали в городе Байрейт, после чего публиковал подробный отчёт о поездках в журнале «Советская музыка» («Музыкальная академия»).
Является автором научных музыковедческих работ и статей, многие из которых посвящены творчеству Рихарда Вагнера.
Помимо музыковедческой деятельности, в 1951—1981 годах участвовал в шахматной команде Московской консерватории. Состоял в дружеских отношениях с Седьмым чемпионом мира по шахматам Василием Смысловым. В августе 1978 года принимал участие в телепередаче «Филидор — шахматист и оперный композитор».

## Диссертации
- Оперные увертюры Вагнера и некоторые вопросы программного симфонизма : диссертация … кандидата искусствоведения : 17.00.02. — Москва, 1965;
- Проблемы западноевропейского программного симфонизма XIX века : диссертация … доктора искусствоведения : 17.00.02. — Москва, 1981.

## Книги и учебники
- Увертюра к опере «Тангейзер» и программно-симфонические принципы Р. Вагнера // Рихард Вагнер. Статьи и материалы. М., 1974;
- Рихард Вагнер и программный симфонизм XIX века // Рихард Вагнер. Сб. статей. М., 1988;
- Романтизм в музыке Австрии и Германии. Фортепианное творчество Ф. Шуберта // Музыка Австрии и Германии. Кн. I. М., 1975;
- Рихард Вагнер. Начало пути. Ранние оперы. Оперы 40-х годов // Музыка Австрии и Германии. Кн. III. М., 2003;
- Симфоническое творчество Ф. Листа // Музыка восточноевропейских стран XIX века. Уч. пособие — сдано в издательство «Композитор», 2007;
- Скрипичные произведения П. И. Чайковского. М., 1961;
- Фортепианные сонаты Ф. Шуберта. М., 1963;
- Оперные увертюры Р. Вагнера. М., 1964;
- Симфонические поэмы Р. Штрауса. М., 1970;
- Симфонические поэмы Ф. Листа. М., 1974;
- «Лоэнгрин» Р. Вагнера: Путеводитель по опере. М., 1988;
- Романтический программный симфонизм. Проблемы. Художественные достижения. Влияния на музыку XX века. М., 1999, 2007;
- Мемуарные очерки. Статьи. Рецензии. М., 2008.

## Избранные статьи
- «Кольцо нибелунга» Р. Вагнера // «Музыкальная жизнь». 1975. № 18;
- Вагнеровские фестивали 116 лет спустя // «Советская музыка». 1993. № 3;
- Заметки о новых байрейтских постановках // «Музыкальная академия». 1996. № 2;
- Вагнеровские фестивали в преддверии XXI столетия // «Музыкальная академия». 1999. № 1;
- Байрейт сегодня // Музыкальный театр XIX—XX веков. Вопросы эволюции: Сб. ст. Ростов-на-Дону, 1999;
- Шахматы и пение (о В. Смыслове-певце) // «Музыка и время». 2002. № 8;
- Тыл и немного фронта. Воспоминания старого солдата // Московская консерватория в годы Великой Отечественной войны. М., 2005.